# 内纳德·武卡尼奇
内纳德·武卡尼奇（羅馬化：Nenad Vukanić，1974年5月16日—），黑山男子水球运动员。他曾代表南斯拉夫联盟共和国国家队参加2000年夏季奥林匹克运动会水球比赛，获得一枚铜牌。